# M142 HIMARS
M142 HIMARS (англ. High Mobility Artillery Rocket System; рус. Высокомобильный артиллерийский ракетный комплекс — произн. Ха́ймарс) — американская реактивная система залпового огня на колёсном шасси.

## История
M142 HIMARS создан на базе трёхосного («пятитонника») колёсного шасси FMTV Армии США (англ. Family of Medium Tactical Vehicles — семейство средних тактических автомобилей), может нести шесть реактивных снарядов РСЗО или одну оперативно-тактическую баллистическую ракету ATACMS. HIMARS взаимозаменяема с РСЗО M270A1, неся половину её боекомплекта.
Система M142 HIMARS авиатранспортабельна на самолёте C-130 и производится компанией BAE Systems Mobility & Protection Systems (ранее Armor Holdings, Inc.). Ракетная часть производится фирмой Lockheed Martin.
О разработке M142 HIMARS впервые стало известно в 1994 году.
В 2002 году Корпус морской пехоты США договорился с Сухопутными войсками США о приобретении 40 систем HIMARS. Их развертывание началось в 2005 году. В июле 2007 года морские пехотинцы из батареи Фокс 2-го батальона 14-го полка морской пехоты были размещены в иракской провинции Аль-Анбар. Это первое подразделение морской пехоты, использовавшее HIMARS в боевых действиях.
В сентябре 2011 года Сингапур принял HIMARS на вооружение своей армии. В войска поступили 18 пусковых установок HIMARS, 9 пятитонных шасси FMTV и контейнеры с ракетами XM31 (GMLRS, Guided MLRS — оснащённых инерциальной системой управления с GPS) с унитарной фугасной боевой частью, а также соответствующее вспомогательное и коммуникационное оборудование и услуги. Этот заказ не включает ракет типа М26 или других типов неуправляемых реактивных снарядов MLRS.
M142 HIMARS также была испытана в качестве универсальной пусковой установки, как для пуска ракет типа «земля-земля», так и для пуска зенитных ракет AIM-120 AMRAAM в варианте наземного базирования.

## Боеприпасы

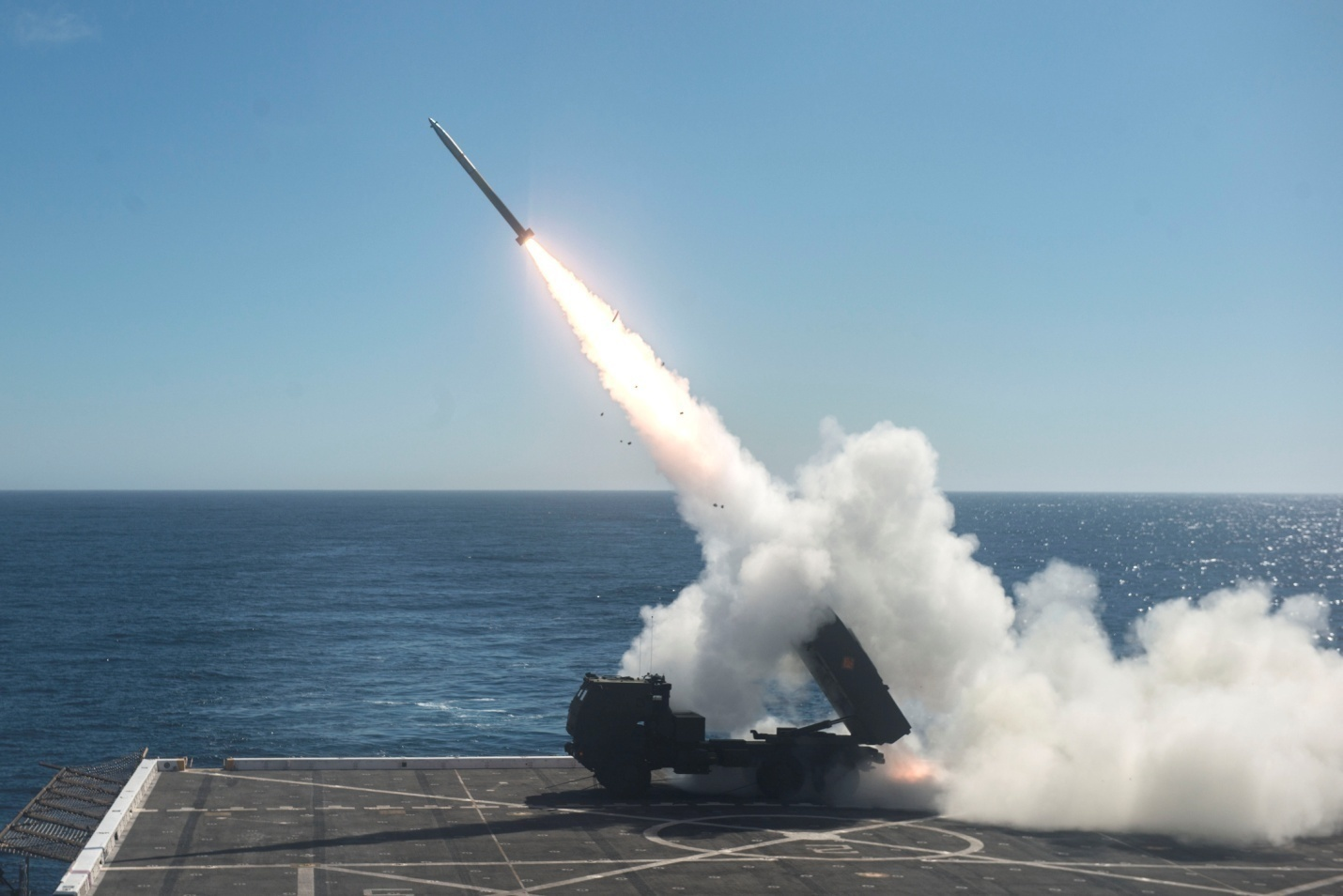

HIMARS может применять все неуправляемые реактивные снаряды и ракеты семейства боеприпасов MLRS (MFOM (англ. MLRS Family of Munitions). Различие состоит в том что M142 HIMARS несет один стандартный пакет ракет, а M270 два. В семейство входят следующие виды боеприпасов:

### MLRS
Боеприпасы MFOM (англ. MLRS Family of Munitions — семейство боеприпасов MLRS) включают следующие типы ракет:
- М26 — семейство неуправляемых 227-мм снарядов. По шесть снарядов в одном пакете.
  - М26 — неуправляемый реактивный снаряд с кассетной головной частью (субэлементы М77). Был принят на вооружение 14 армий мира. В настоящее время выпуск прекращен, снаряд снят с вооружения[7]
  - М26А1 — неуправляемый реактивный снаряд с кассетной головной частью (субэлементы М85) и увеличенной дальностью стрельбы (ER MLRS) до 45 км. Не производится, снят с вооружения;
  - М26А2 — неуправляемый реактивный снаряд с кассетной головной частью (кумулятивно-осколочные субэлементы М77) и увеличенной дальностью стрельбы (ER MLRS) до 45 км. Не производится, снят с вооружения;
- М28 — семейство учебных 227-мм практических реактивных снарядов, По шесть снарядов в одном пакете;
  - М28 — 227-мм практический реактивный снаряд. Базовая модификация. Вариант НУР М26 с тремя пустыми и тремя контейнерами с генератором дыма.
  - М28А1 Reduced-Range Practice Rocket (RRPR) — 227-мм практический реактивный снаряд с затупленным носком и уменьшенной до 9 км дальностью стрельбы;
  - М28А2 Low-Cost Reduced-Range Practice Rocket (LCRRPR) — 227-мм практический реактивный снаряд уменьшенной стоимости и дальности стрельбы (9 км). Единственный производимый на текущий момент вариант НУР М28.

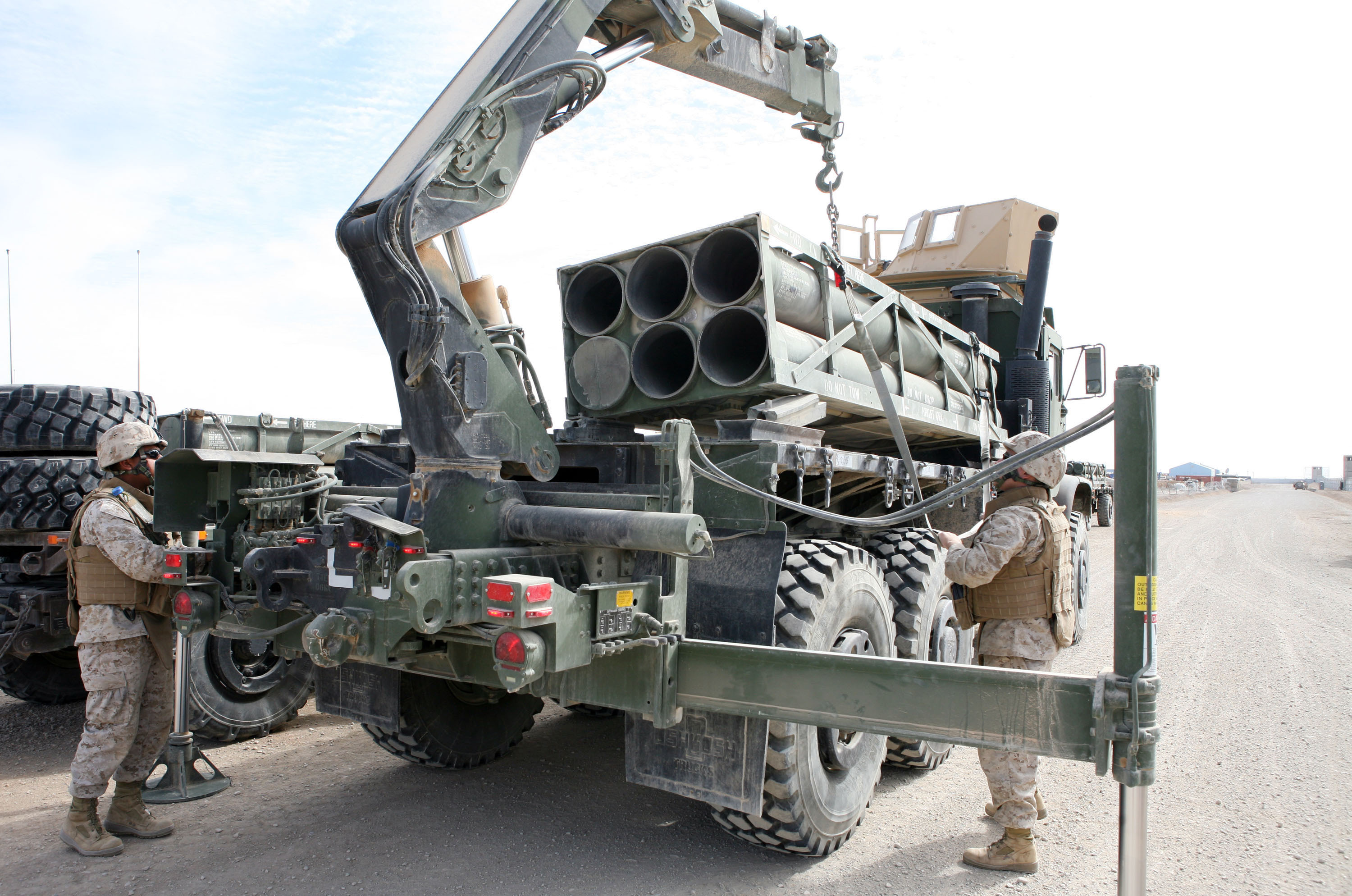
Перегрузка сменного пакета из одного грузовика в другой в ходе испытательных стрельб. Афганистан, 15 февраля 2009 года
HIMARS готовится к стрельбе на передовой оперативной базе морской пехоты «Эдинбург». Афганистан, 26 февраля 2012 года
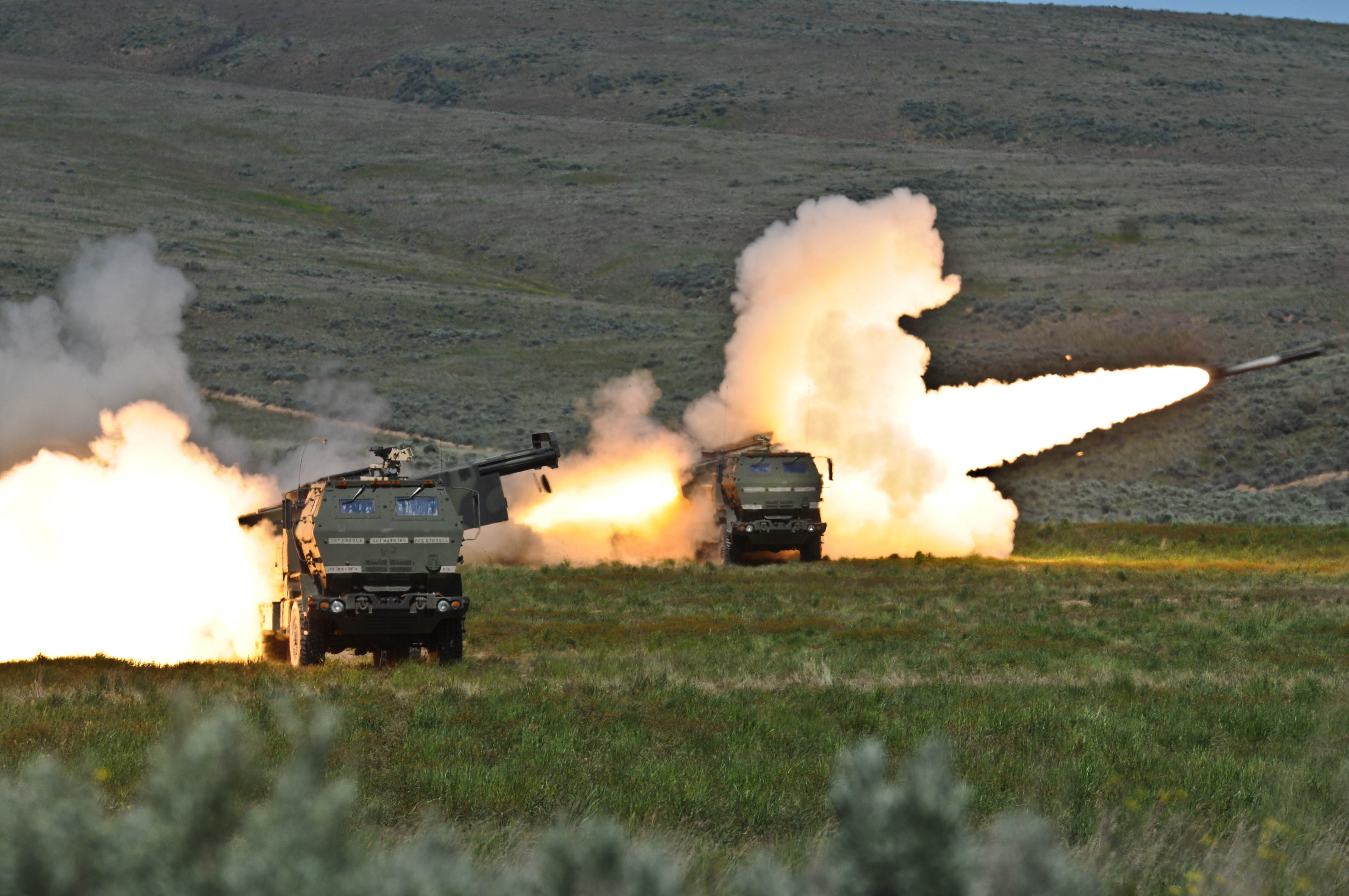
HIMARS 3-го полка полевой артиллерии во время стрельбы в учебном центре Якима в штате Вашингтон, 24 мая 2011 года
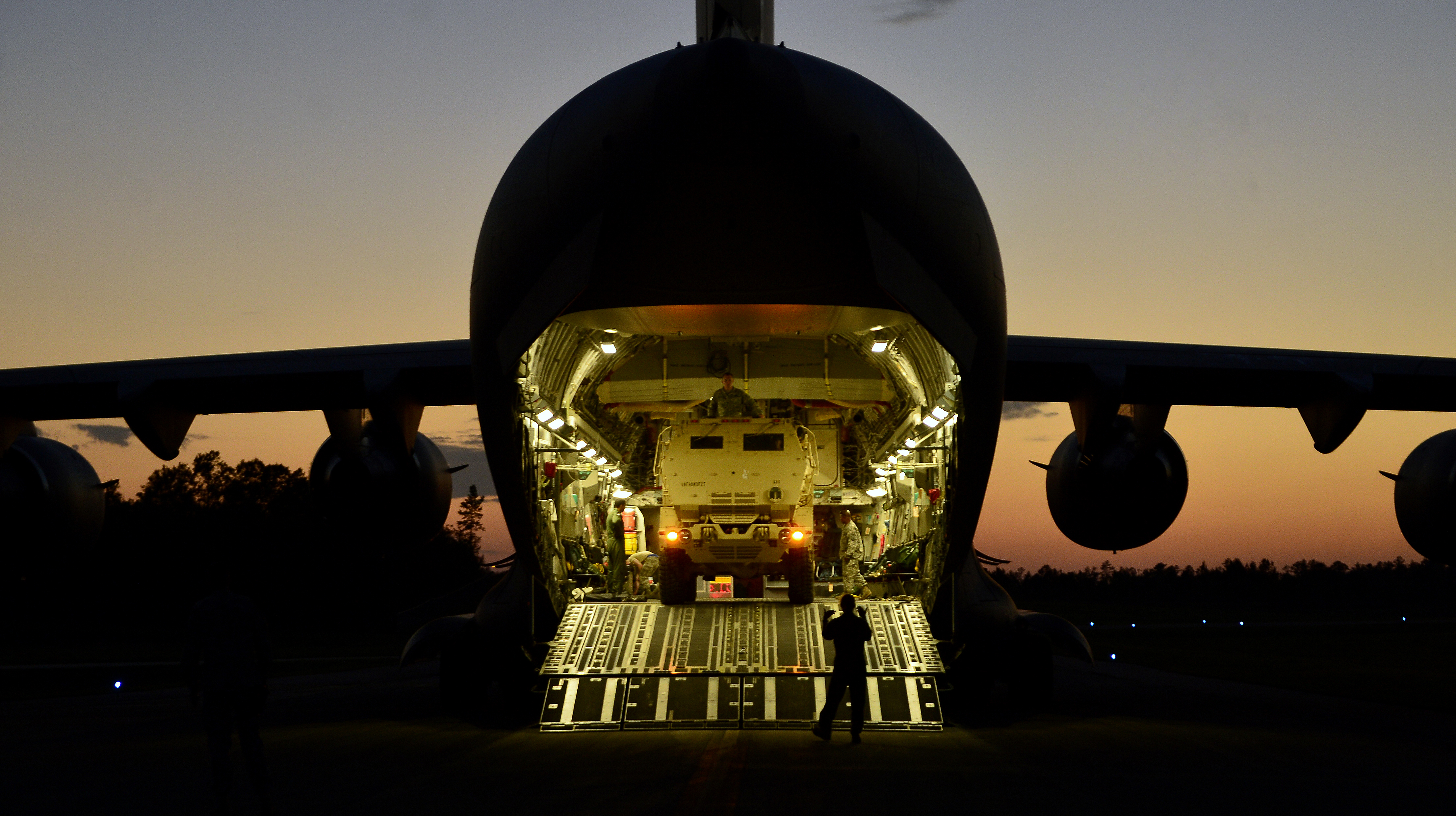
HIMARS во время выгрузки из самолёта C-17 Globemaster III в Херлберт-Филд, штат Флорида, 25 апреля 2013 года

### GMLRS
Семейство управляемых реактивных снарядов. По шесть ракет в одном пакете.
- М30
  - М30 (GMLRS DPICM) — управляемый реактивный снаряд калибра 227 мм. Система наведения инерциальная с коррекцией по GPS. Управление осуществляется четырьмя рулями расположенными в носовой части. Оснащается 404 суббоеприпасами двойного действия (DPICM — Dual-Purpose Improved Conventional Munition). Дальность стрельбы свыше 70 км. КВО оценивается в 7 м. Производство прекращено в 2009 году, после принятия решения об отказе от кассетных боеприпасов;
  - M30A1 (GMLRS AW) — GMLRS Alternative Warhead. Дословно GMLRS с альтернативной боевой частью. Как альтернатива суббоеприпасам оснащается боевой частью с 182 000 предварительно сформированных осколков (вольфрамовые шарики). Дальность стрельбы от 15 до 84 км.
  - M30A2 (GMLRS AW) — версия M30A1 с усовершенствованным двигателем (Insensitive Munition Propulsion System — IMPS) с пониженной чувствительностью к прострелу. Дальность стрельбы от 15 до 84 км. Единственная версия М30 производимая с 2019 года.
- М31 — семейство 227-мм управляемых снарядов, производная от M30 с унитарной осколочно-фугасной боевой частью.
  - M31 (GMLRS UNITARY) — управляемый 227-мм реактивный снаряд с унитарной осколочно-фугасной частью весом 91 кг (200 фунтов). Боевая часть содержит 23 кг (51 фунт) бризантного взрывчатого вещества PBXN-109, состоящее из 64 % гексогена, 20 % алюминиевой пудры и пластификатора в стальном осколочно-фугасном корпусе. Взрыватель ESAF имеет три режима срабатывания: приближение, удар, и с задержкой после удара. Круговое вероятное отклонение — 7 метров. Дальность стрельбы от 15 до 84 км.
  - M31A1 (GMLRS UNITARY) — версия M31 с возможностью воздушного подрыва. Дальность стрельбы от 15 до 84 км.
  - M31A2 (GMLRS UNITARY) — версия M31A1 с усовершенствованным двигателем (Insensitive Munition Propulsion System — IMPS) с пониженной чувствительностью к прострелу. Дальность стрельбы от 15 до 84 км. Единственная версия М31 производимая с 2019 года.
- ER GMLRS — программа по повышению дальности ракет GMLRS AW и GMLRS UNITARY. Планируемая дальность по данным различных источников от 150 до 200 км.

### ATACMS
Семейство боеприпасов AFOM (англ. Army TACMS Family of Munitions — семейство боеприпасов ATACMS) включает следующие типы тактических ракет ATACMS:
| Тип                     | Боевых элементов | Дальность | Особенности |
| Тип                     | шт               | км        | Особенности |
| ----------------------- | ---------------- | --------- | --- |
| ATACMS Block I          | 950              | 165       | Кассетная головная часть; инерциальная система управления                                                                           |
| ATACMS Block IA         | 300              | 300       | Фугасная боевая часть; инерциальная система управления, укомплектованная приемником GPS; конечный участок траектории — вертикальный |
| ATACMS Block IA Unitary | 1                | 270       | Вес боевой части — 226,8 кг; инерциальная система управления, укомплектованная приемником GPS;                                      |
| ATACMS Block II         | 13               | 140       | Кассетная головная часть; самоприцеливающиеся боевые элементы «BAT»                                                                 |
| ATACMS Block IIA        | 6                | 220       | Кассетная головная часть; самоприцеливающиеся боевые элементы «BAT» (улучшенной конструкции)                                        |

### PrSM
- PrSM (Precision Strike Missile) — перспективная тактическая ракета с дальностью от 60 до 499+ километров[9][10][11]. . 8 декабря 2023 года американская армия получила первую партию PrSM[12].

## Развитие системы
Британская армия планирует[когда?] развернуть системы, запускающие те же боеприпасы с аналогичного транспортного средства (один контейнер РСЗО, смонтированный на шасси Supacat 600).

## На вооружении
- США — 368 M142 HIMARS в сухопутных войсках и 47 M142 HIMARS в морской пехоте по состоянию на 2024 год[14]
- Сингапур — 18 M142 HIMARS по состоянию на 2024 год[15]
- ОАЭ — 32 M142 HIMARS по состоянию на 2024 год[16]
- Иордания — 12 M142 HIMARS по состоянию на 2024 год[17]
- Румыния — 54 M142 HIMARS на вооружении по состоянию на сентябрь 2024 года[18][19]
- Украина — 38 единиц M142 HIMARS на вооружении с ракетами GMLRS на начало 2024 года[20][21][22][23], 9 мая 2024 года передано три единицы Германией[12]
- Польша — 20 M142 HIMARS на вооружении по состоянию на ноябрь 2024 год[24], всего заказано 486 единиц[25][26][27][28].

### Потенциальные операторы
- Литва — 10 октября 2022 года министр обороны Литвы заявил, что ВС Литвы приобретут 8 ПУ и различные боеприпасы для них[29]
- Эстония — 6 ПУ и сопутствующее оборудование на сумму 500 млн $ были приобретены эстонской армией 15 июля 2022 года[30]
- Латвия — планирует закупить не более 10 ПУ и сопутствующее оборудование в течение ближайших 5 лет[31]
- Австралия — 20 пусковых установок M142 были запрошены австралийской армией, продажа которых была одобрена Госдепартаментом США 26 мая 2022 года[32]
- Китайская Республика — 11 ПУ было одобрено к продаже правительством США 21 октября 2020 года[33].

## Боевое применение

### Война в Афганистане (2001—2021)
На второй день операции Моштарак, крупнейшей с начала военных действий в Афганистане в 2001 году наступательной операции ISAF, начавшаяся в ночь с 12 на 13 февраля 2010 года в провинции Гильменд в южном Афганистане, две американские ракеты, запущенные с пусковых установок HIMARS, попали в дом рядом с городом Марджа, при этом погибло 12 мирных жителей. ISAF приостановили использование HIMARS до полного изучения инцидента. Британский офицер позже сказал, что ракеты попали в цель, что цель использовалась талибами, и применение системы было возобновлено. В сообщениях указывается, что гибель мирных жителей произошла из-за использования талибами живых щитов. Силам ISAF не было известно о присутствии гражданских лиц в этом месте.
В ноябре 2017 года HIMARS были использованы для ударов по нарколабораториям талибов, используемым для производства опиума.
24 мая 2018 года в результате удара HIMARS по дому, в котором проходило совещание руководства талибов, погибло как минимум 50 боевиков.

### Военная операция США и их союзников в Сирии
В ночь с 7 на 8 февраля 2018 года подразделения ВС США, входящие в состав международной коалиции, в ходе боестолкновения под Хашамом в сирийской провинции Дейр-эз-Зор нанесли ракетно-бомбовые удары и применили HIMARS против батальонной группы сирийских проправительственных сил.

### Вторжение России на Украину
23 июня 2022 года на Украину прибыла первая партия HIMARS. 24 июня начало распространяться видео применения HIMARS в ходе сопротивления российскому вторжению на Украину. На видео ночью было выпущено по 6 ракет из двух пусковых установок по позициям российских войск
HIMARS и M270 сыграли важную роль в контрнаступлении Украины на юге, а также в сдерживании российских войск в Донбассе, став одним из самых эффективных видов вооружения российско-украинской войны.
HIMARS используется ВСУ для высокоточных ударов по российским позициям вблизи линии фронта, а также систематического уничтожения командных пунктов, штабов, складов вооружения и топлива, казарм, линий снабжения, железных дорог, мостов, авиабаз, объектов ПВО и других стратегически важных целей. Также, HIMARS являлся мощным оружием для нарушения материально-технического обеспечения и командования российских войск. Отмечается успешное и эффективное применения HIMARS украинскими войсками для атак на российские командные пункты.
По данным Пентагона, украинские военные добились «значительного успеха», используя HIMARS против российских войск, отмечая высокую точность вооружения и значительный радиус поражения.
По состоянию на 14 июля 2022 года ВСУ использовали HIMARS и M270 для уничтожения более 20 крупных складов с артиллерийскими боеприпасами, а также по другим объектам в глубине территории контролируемой российскими военными (40-80 километрах от линии фронта).
ВСУ использовали ложные цели, макеты HIMARS из дерева в целях маскировки расположения настоящих HIMARS, а также как средство привлечения дорогостоящих крылатых ракет. По данным Washington Post, ложные цели HIMARS привлекли до 10 российских ракет «Калибр», это привело к созданию новых поддельных целей, в то время как настоящие HIMARS продолжали запуски по российским позициям.
Одна единица HIMARS была уничтожена в начале марта 2024 года, предположительно ракетой «Искандер», около села Никаноровки Донецкой области, после того, как была отслежена российским беспилотником.  Еще две единицы были повреждены и отправлены для ремонта производителю.
Согласно анонимным оценкам, полученным The Washington Post от украинской стороны, использование ВС РФ средств радиоэлектронной борьбы ограничило использование ВСУ ракет HIMARS.
По информации OSINT-аналитика Naalsio, одна установка HIMARS была уничтожена в Сумской области в августе 2024 года.
В мае 2025 года одна установка HIMARS была уничтожена при помощи ударного БПЛА.

## Производство
В октябре 2022 года глава концерна Lockheed Martin Джим Тайклет объявил о планах наращивания выпуска установок с 60 до 96 установок в год.

### Комментарии
1. ↑  Фактичеcки с установки применяются неуправляемые и управляемые ракеты. Так сложилось что в военной технике на русском языке неуправляемые ракеты РСЗО называются неуправляемыми реактивными снарядами (НУРС). На английском они называются rocket. Управляемые ракеты на русском языке просто называют ракетами, а на английском missile. К промежуточному типу относятся корректируемые боеприпасы семейства GMLRS (Guided Multiple Launch Rocket System). Хотя исходя из названия они классифицируются как управляемые реактивные снаряды, в ряде источников встречается их классификация как ракет.